# Каракулов Ішанбай Каракулович
Ішанбай Каракулович Каракулов (нар. 1 травня 1909, аул № 18 Темірського повіту Уральської області, тепер Хобдинського району Актюбінської області, Республіка Казахстан — 29 березня 1992, місто Алмати, Республіка Казахстан) — радянський казахський епідеміолог і мікробіолог, народний комісар охорони здоров'я Казахської РСР (1937—1939), міністр охорони здоров'я Казахської РСР (1950—1954). Кандидат медичних наук (1946), доктор медичних наук (1950). Член-кореспондент Академії медичних наук СРСР (1961) і Академії наук Казахської РСР (1951), заслужений діяч науки Казахської РСР (1951) і Каракалпацької АРСР (1969). Член ЦК КП Казахстану. Депутат Верховної Ради Казахської РСР 3-го скликання. Депутат Верховної Ради СРСР 1-го скликання (1937—1946).

## Біографія
Народився в бідній багатодітній родині пастуха. З 1919 по 1925 рік працюв наймитом, посудомийником, чорноробом у кишлаку Кдирелі (Узбецька РСР) і в кишлаку Мулла-Шали (Каракалпацької АРСР). З 1926 по 1931 рік навчався в школі підлітків у місті Оренбурзі та в Уральському медичному технікумі.
Член ВКП(б) з 1931 року.
У 1931—1937 роках — студент Алма-Атинського державного медичного інституту. Обирався секретарем комсомольської організації медичного інституту, а потім головою бюро пролетарського студентства Казахської РСР.
У листопаді 1937 — червні 1939 року — народний комісар охорони здоров'я Казахської РСР.
У 1939—1942 роках — аспірант і асистент кафедри епідеміології Алма-Атинського державного медичного інституту.
Учасник німецько-радянської війни. У 1941 році служив начальником санітарної частини Казахського військкомату, у 1942 році — політичним комісаром військової частини РСЧА.
У 1942—1946 роках — старший науковий співробітник і заступник політичного комісара в закритому Науково-дослідному інституті епідеміології і гігієни Збройних сил СРСР у місті Кірові (РРФСР). Учасник параду Перемоги на Красній площі в Москві.
У 1946—1950 роках — заступник директора, завідувач відділу, директор Інституту крайової патології Міністерства охорони здоров'я Казахської РСР.
Одночасно, у 1946—1987 роках — завідувач кафедри епідеміології Алма-Атинського державного медичного інституту.
У 1950—1954 роках — міністр охорони здоров'я Казахської РСР.
З 1951 року — голова ЦК Червоного Хреста Казахської РСР.
У 1954—1974 роках — старший науковий співробітник Академії наук Казахської РСР.
У 1962—1965 роках — голова правління Казахського відділення товариства радянсько-індійських культурних зв'язків (радянсько-індійської дружби).
З 1987 року — на пенсії в місті Алма-Аті.
Опублікував понад 200 наукових праць, присвячених епідеміології, питанням інфекційної патології, зокрема імунопрофілактики, мікробіології зоонозних і особливо небезпечних інфекцій, питанням організації охорони здоров'я, історії медицини. Запропонував епідеміологічні класифікації типів зараження людей на бруцельоз, Ку-гарячку, лістеріоз і схеми вивчення соціально-економічної значущості інфекцій.

## Нагороди
- орден Дружби народів (1981)
- ордени
- медалі